# PGC 2192234
LEDA/PGC 2192234 ist eine Galaxie im Sternbild Perseus am Nordsternhimmel. Sie ist schätzungsweise 353 Millionen Lichtjahre von der Milchstraße entfernt und hat einen Durchmesser von etwa 80.000 Lichtjahren. Vom Sonnensystem aus entfernt sich das Objekt mit einer errechneten Radialgeschwindigkeit von näherungsweise 7.800 Kilometern pro Sekunde.

## Galaktisches Umfeld
| Nr. | Galaxie                 | Alternativname            | Rek           | Dek           | Distanz/asec |
| --- | ----------------------- | ------------------------- | ------------- | ------------- | ------------ |
| →   | LEDA/PGC 2192234        | 2MASX J02423533+4205312   | 02h42m35.35s  | +42d05m31.1s  | 0            |
| 1   | LEDA/PGC 90632          | 2MASX J02423161+4159536   | 02h42m31.60s  | +41d59m53.6s  | 339.02       |
| 2   | LEDA/PGC 2190989        | 2MASX J02434169+4201168   | 02h43m41.67s  | +42d01m17.2s  | 780.01       |
| 3   | LEDA/PGC 10316          | UGC 2195                  | 02h43m31.13s  | +41d56m16.2s  | 832.18       |
| 4   | LEDA/PGC 2195270        | 2MASX J02413514+4215122   | 02h41m35.172s | +42d15m12.78s | 887.56       |
| 5   | LEDA/PGC 10245          | CGCG 539-079              | 02h42m17.997s | +42d20m09.93s | 900.79       |
| 6   | LEDA/PGC 2196000        | 2MASX J02413992+4217382   | 02h41m39.958s | +42d17m37.95s | 953.84       |
| 7   | LEDA/PGC 213072         | WISEA J024327.78+415240.7 | 02h43m27.785s | +41d52m40.76s | 966.57       |
| 8   | 2MASX J02433496+4153418 | WISEA J024334.95+415342.2 | 02h43m34.97s  | +41d53m42.1s  | 970.70       |